# Perfektoider Raum
Perfektoide Räume sind in der Algebra und Zahlentheorie spezielle Strukturen, die sich bei der Lösung von Problemen in der arithmetischen algebraischen Geometrie als sehr mächtig erwiesen haben.

## Beschreibung
Perfektoide Räume sind eine bestimmte Art adischer Räume (eingeführt von Roland Huber), die bei der Untersuchung von Problemen „gemischter Charakteristik“ auftreten, wie zum Beispiel lokaler Körper der Charakteristik Null, die Restklassenkörper mit primer Charakteristik haben.
Eine zentrale Eigenschaft des perfektoiden Raumes ist es, dass er den Zahlenraum der p-adischen Zahlen mit dem der Laurent-Reihen zusammenbringt. Dabei werden, um die Äquivalenz sicherzustellen, an den p-adischen Körper bestimmte Anforderungen gestellt. Die Definition des perfektoiden Raumes baut auf den Begriffen der perfektoiden Körper und perfektoiden Algebren auf.

## Perfektoide Körper
Ein perfektoider Körper ist ein vollständiger topologischer Körper {\displaystyle K}, dessen Topologie durch eine nicht diskrete Bewertung von Rang 1 induziert wird und dessen Restklassencharakteristik gleich {\displaystyle p>0} ist, sodass der Frobenius-Endomorphismus {\displaystyle \Phi } auf {\displaystyle K^{\circ }/p} surjektiv ist, wobei {\displaystyle K^{\circ }} den Ring der Elemente mit Norm {\displaystyle \leq 1} (potenz-beschränkte Elemente) bezeichnet.
Beispiele sind verschiedene algebraische Abschlüsse des Körpers {\displaystyle \mathbb {Q} _{p}} der p-adischen Zahlen.

## Perfektoide Algebren
Es sei {\displaystyle K} ein perfektoider Körper mit Restklassencharakteristik {\displaystyle p}. Eine perfektoide {\displaystyle K}-Algebra ist eine vollständige Banach K-Algebra {\displaystyle R}, in der die Menge der potenz-beschränkten Elemente {\displaystyle R^{\circ }\subset R} beschränkt ist und deren Frobenius-Endomorphismus {\displaystyle \Phi \colon R^{\circ }/p\to R^{\circ }/p} surjektiv ist.

## Perfektoide Räume
Sei {\displaystyle R} eine perfektoide Algebra, {\displaystyle R^{\circ }\subset R} der Unterring der potenz-beschränkten Elemente. Hierzu betrachtet man den topologischen Raum {\displaystyle X=\operatorname {Spa} (R,R^{\circ })} der stetigen Bewertungen auf {\displaystyle R}, die auf {\displaystyle R^{\circ }} Werte {\displaystyle \leq 1} annehmen. Diesen nennt man einen affinoiden perfektoiden Raum. Allgemeine perfektoide Räume sehen lokal aus wie affinoide perfektoide Räume oder – anders gesagt – sie entstehen durch „Zusammenkleben“ affinoider perfektoider Räume.

## Anwendungen
Perfektoide Räume dienen dem Zweck, Situationen „gemischter Charakteristik“ mit solchen rein endlicher Charakteristik zu vergleichen. Technische Hilfsmittel für diese Präzisierung sind das tilting von Jean-Marc Fontaine und das Almost purity theorem von Gerd Faltings.

## Geschichte
Die Theorie baut wesentlich auf der grundlegenden Formulierung der arithmetisch-algebraischen Geometrie in der Schule von Alexander Grothendieck auf (Schema-Konzept, verschiedene Kohomologietheorien etc.), auf den Arbeiten von Jean-Marc Fontaine zur p-adischen Geometrie (Fontaine-Ringe), auf Gerd Faltings (almost mathematics, almost purity theorem) und den ersten Versuchen, p-adische Geometrie zu konstruieren (John T. Tate, starre analytische Räume, rigid analytic spaces).
Die Theorie wurde 2012 von Peter Scholze entwickelt und fand unmittelbar große Aufmerksamkeit bei Zahlentheoretikern. Scholze erhielt für seine Arbeiten zu diesem Themenbereich 2018 die Fields-Medaille.